# Tuanfeng
Der Kreis Tuanfeng (chin. 团风县; Pinyin: Tuánfēng Xiàn) ist ein Kreis im Osten der chinesischen Provinz Hubei. Er gehört zum Verwaltungsgebiet der bezirksfreien Stadt Huanggang. Er hat eine Fläche von 832,5 Quadratkilometern und zählt 346.100 Einwohner (Stand: Ende 2019). Hauptort ist die Großgemeinde  Tuanfeng (团风镇).

## Administrative Gliederung
Auf Gemeindeebene setzt sich der Kreis aus acht Großgemeinden und zwei Gemeinden zusammen. 